# 近鐵260系電聯車
近鐵260系電聯車（日语：／ Kintetsu 260-kei densha）是近畿日本鐵道使用的電聯車，並於1982年投入至內部線及八王子線上運轉。自2015年4月起，上述兩條鐵路路線的所有權轉交給第三種鐵道事業者四日市市，並由第二種鐵道事業者四日市明日狹軌鐵道負責營運。而本型車也移交給該公司使用。

## 概要
1982年，原本屬於近鐵的內部線及八王子線皆迎來開業的70周年，因此該公司決定以此為契機推動上述兩條鐵路路線的近代化。同年至1983年，近鐵集團控股旗下的近畿車輛共製造8輛260系電聯車。其中面向近鐵四日市站的電動駕駛拖車為第2代Mo 260型，其編號為Mo 261－Mo265；而面向內部站及西日野站的無動力車廂則為Ku 160型，其編號為Ku 161－Ku163。
從電動駕駛拖車與無動力車廂的不對等數量可看出，近鐵規劃導入260系時並未打算完全淘汰內部線及八王子線的既有鐵路車輛，而是盡可能使用2條路線在三重交通負責營運時所製造的車齡相對較新的鐵路車輛。如1949年製造的MoNi 220型電聯車和1956年製造的Sa 130型電聯車分別被改造成Sa 120型與Ku110型，並在完成旅客用車門自動化等大型改造工程後，與260系的車輛連結進行運轉。

## 規格與構造
260系的客室在走道的兩側各設置1排無法轉向的單人座椅。而因為本型車在設計階段時尚未開發出適用於窄軌鐵道路線的空調設備，因此完工時僅在每節車廂內配置三台橫向的送風設備。260系初期採用近鐵一般車輛的標準配色近鐵栗，並在車頭正面的上半部、車體下半部及旅客用車門的周邊區域塗上秋葉色作為區分。
1989年，內部線與八王子線皆開始實施單人運轉，而本型車經過改造後也成為近鐵首款配備單人運轉相關設備的鐵路車輛。之後因為260系在製造過程中使用的自動空氣制軔的部分零件停止生產，使A閥出現維修上的困難。因此近鐵在1994年至1995年針對260系電聯車將制軔設備更換成HSC電磁直通制軔，以提升列車行駛中的安全性。

## 移交四日市明日狹窄軌道
在260系電聯車移交四日市明日狹窄軌道後，該公司決定在4年內完成車輛的改造工程。編組中既有的Mo 260型與Ku 160型搬運至近鐵的高安檢修中心進行改造工程與加裝空調設備，而Sa 120型與Ku 110型則由全新打造的Sa 180型和Ku 160型所替代。自2015年9月27日起，Mo 261－Sa 181－Ku 161編組開始投入使用。而該編組也在2016年獲得鐵道友之會頒發的桂冠獎。

### 車體
近鐵針對Mo 260型與Ku 160型的屋頂、車廂地板、旅客用車門、引擎等老化較嚴重的設備全面更換，並將靠近駕駛室側的車門移至緊鄰駕駛員專用車門的後方區域。全新打造的Sa 180型所有車輛的側面窗戶皆撤掉原本安裝在上面的窗簾，並替換成抗UV的固定窗；而部分窗戶可向內開關。車體上半部統一塗上白色，下半部則依照各編組漆上不同的顏色；同時車頭正面也貼上四日市明日狹窄軌道的社章標誌。車體側面增設LED目的地顯示幕，而車頭正面原本安裝顯示幕的區域改為固定的「單人運轉 四日市明日窄軌鐵道」標誌，並將原本的目的地顯示幕替換成方向牌。

### 客室設備
客室內的座椅全部更換成高背座椅，並在椅背側面安裝愛心造型的扶手，以便兒童或是身高較低的乘客使用。座位配置方面，Mo 260型與Ku 160型維持原本的配置，其座椅方向固定面向駕駛室；而Sa 180型的座椅則面向走道兩側不同的方向。座椅採用加厚的椅墊，以提升乘坐時的舒適度；而布料的顏色則分為一般座位的綠色及博愛座的藍色。
由於改造後的260系因加裝空調設備而使座位數減少，因此近鐵在2輛前頭車的客室內多配置長條座椅。客室牆面採用帶有木紋的化妝板，旅客用車門則使用淡藍色的塗裝。車廂地板與近鐵的新世代通勤型電聯車「21系列」均使用灰色的耐磨面板，並在旅客用車門處鋪上黃色的防滑材質；而客室內的照明設備全面更換成LED燈，並使用暖色光源來減輕LED燈特有的眩光，與車內的配色營造出舒適的乘車空間。
260系為實現列車的無障礙化而在旅客用出門處配備開關門的提示聲，Mo 260型與Ku 160型則在駕駛員專用車門附近設置無障礙座位；而Sa 180型面向近鐵四日市站的區域設置可進行通話的緊急通報裝置。同時車廂內的列車資訊顯示幕和廣統改為利用GPS定位系統取得所在地的資訊，並自動引導車內的乘客。